# Mon Laferte
Norma Monserrat Bustamante Laferte, dite Mon Laferte et anciennement Monserrat Bustamante, est une chanteuse et auteure-compositrice mexico-chilienne, née le 
2 mai 1983 à Viña del Mar (région de Valparaiso).
Sa carrière musicale commence dans les bars à Valparaíso, puis elle connait la gloire dans son pays quand elle rejoint le programme de musique pour la jeunesse Rojo, fama contrafama (es) sur TVN. Elle est le premier artiste au Chili à obtenir un certificat Vevo en 2017, dépassant les 100 millions de vues sur YouTube avec la vidéo de sa chanson Tu falta de querer (es). Cette même année, elle fait sa première apparition au Festival de Viña del Mar dans sa ville natale.

## Biographie

### Sa jeunesse (1983-2003)
L’enfance de Mon est marquée par l'abandon de son père à l'âge de six ans, le rejet de sa mère et la pauvreté de son foyer. Une partie de son adolescence, elle vit avec sa mère et sa sœur cadette. L'amour de la musique naît de sa grand-mère maternelle, chanteuse de boléros. 
Laferte quitte l'école à 13 ans parce qu'elle obtient une bourse dans un conservatoire de musique. Cependant, elle préfère partir en tournée avec deux musiciens locaux pour se produire dans des bars et des petites salles de Viña del Mar et de Valparaíso pour gagner de l'argent.
À 18 ans, grâce à un ami qu'elle rencontre dans la rue, elle réussit à apparaître pour la première fois à la télévision nationale.

### Rojo, fama contra fama(2003-2007)
À 20 ans, elle fait partie de la deuxième saison de Rojo, fama contrafama (es), une émission de téléréalité chilienne où la vie privée des participants est également exposée. Elle enregistre un album intitulé La chica de Rojo (es) sous le nom de Monserrat Bustamante et joue dans le film Rojo, la película (es).

### Premières années au Mexique (2007-2014)
En 2007, elle décide de voyager au Mexique avec son petit ami du moment, dans l’espoir de repartir à zéro. La relation ne fonctionne pas et deux ans plus tard, ils se séparent.
En 2009, on lui diagnostique un cancer de la thyroïde, la forçant à se retirer de la scène. 
Lorsqu'elle se rétablit, elle sort Desechable (es), son premier album sous le nom de Mon Laferte, en juin 2011. Suivit de la tournée Gira Desechable et novembre 2012.
En octobre 2011, elle participe à la clôture de la Marche pour la diversité sexuelle à Santiago du Chili avec le Mouvement d'intégration et de libération homosexuelle.
En 2014, après la publication de son deuxième album, Tornasol (es), elle tombe en dépression en raison d'une autre rupture. Pour se faire connaître, elle veut faire le tour du pays, mais elle n'a pas d'argent. Comme elle a déjà accumulé une base de fans sur les réseaux, elle  ouvre un compte sur Gofundme.com et réussit à collecter plus de 9000 dollars américains. Suivit de la tournée Gira Tornasol avec 68 dates dont 45 au Mexique, 17 au Chili, 2 aux États-Unis, 2 au Guatemala et 2 au Pérou entre janvier 2013 et août 2014.

### Volume 1, la révélation (2015-2017)

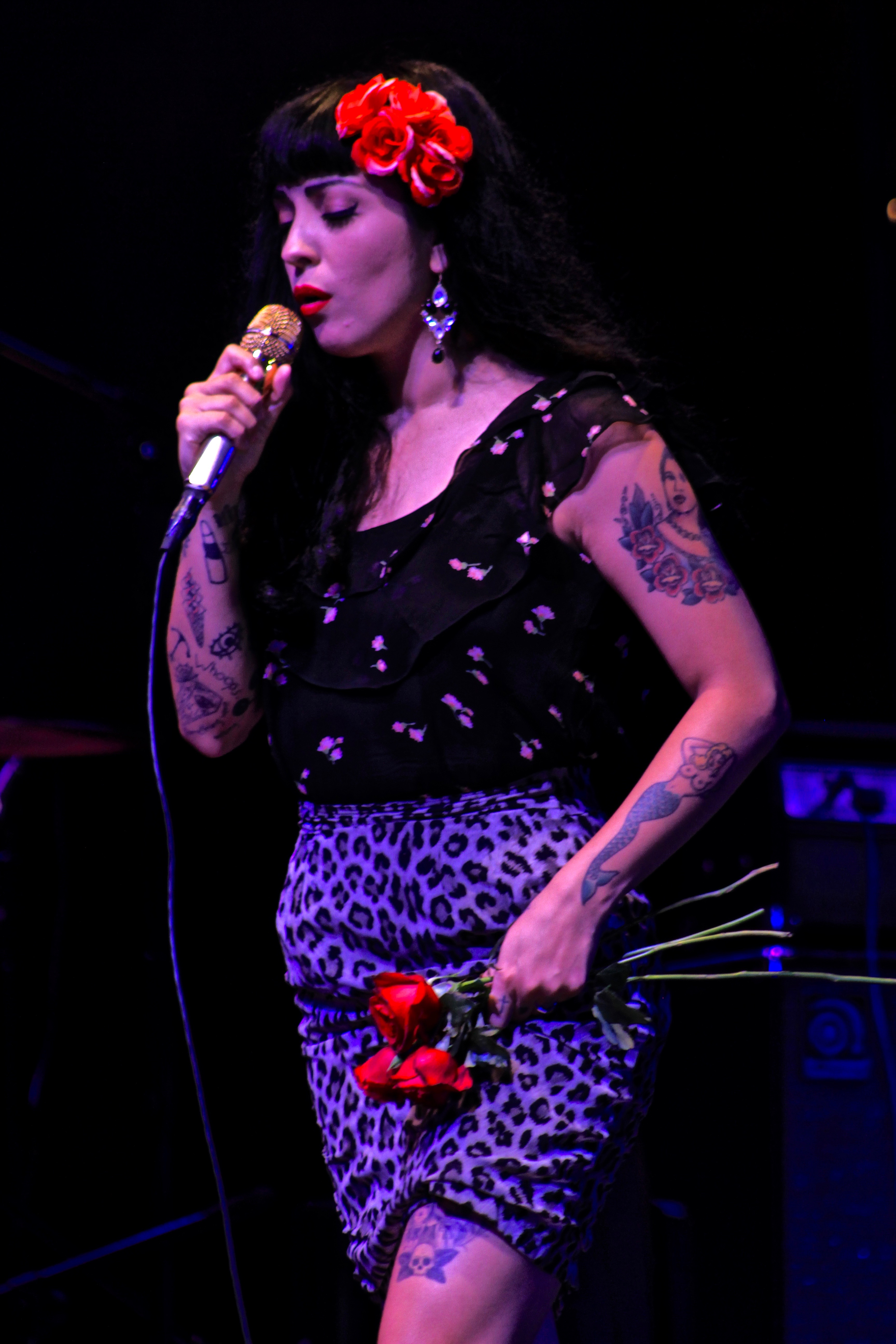
Sur scène en 2016.

Mon Laferte, vol. 1 a été fait avec des « clous »[pas clair]. Son groupe fait partie d'autres projets et il ne l'aide à produire le projet que pendant son temps libre. Les paroles de cet album sont devenues des « hymnes d'amour et de chagrin », y compris Tu falta de querer (es) (littéralement : « Ton manque d'amour »), une chanson dédiée à un ancien petit ami qui l'a trompée, provoquant sa dépression.  
Au début de 2015, l'album est devenu viral sur les réseaux, surprenant la presse internationale. À partir de là, la chanteuse commence à avoir de nombreuses opportunités. elle réussit à faire des tournées dans de nombreux pays d'Amérique latine et à se produire dans l'un de ses lieux de rêve, l'Auditorium national du Mexique. Suivit de la tournée Mon Laferte Vol.1 Tour avec 61 dates, dont 49 au Mexique, 8 au Chili, 2 aux États-Unis et 2 au Pérou, entre octobre 2014 et décembre 2015. 
Elle repart en tournée accompagnée du chanteur mexicain Caloncho (es), Mon La Fruta Tour, avec 40 dates, dont 30 au Mexique, 9 aux États-Unis et 1 au Chili, entre janvier 2016 et septembre 2016. En avril 2016, Mon Laferte, vol. 1 est réédité avec l'enregistrement du concert de Laferte au Lunario, l'Auditorium  Nacional à Mexico, et une nouvelle chanson Bonita. De plus, Mon Laferte, vol. 1, un album fait maison, a été nommé pour deux Latin Grammy Award. Le 12 juin 2016, elle est reçoit deux récompenses aux Prix MTV Millennial (es) : « artiste ayant eu le plus de succès » et « vidéo de l'année » pour Tu falta de querer (es). 
Elle enchaîne avec la tournée Si Tour Me quisieras, avec 23 dates, dont 11 aux États-Unis, 10 au Mexique, et 2 au Chili, entre octobre 2016 et janvier 2017. 
Le samedi 25 février 2017, elle se présente pour la première fois de sa carrière à l'édition 2017 du Festival international de la chanson de Viña del Mar en tant que grande invitée vedette, où elle reçoit la plus haute distinction du concours : la Mouette d'Argent et d'Or, devant plus de 15 000 personnes. L'euphorie du public est telle qu'ils demandent à l'organisation du festival d'octroyer la Mouette de Platine, qui n'a été donnée que deux fois dans l'histoire du festival (Luis Miguel en 2012 et Isabel Pantoja au nom de Juan Gabriel en 2017). Parce qu'il n'a pas été accordé (car le prix reconnaît la trajectoire), le public empêche la réalisation normale de l'événement pendant plus de 20 minutes, interrompant ainsi l'attribution du concours international, car ils demandent le prix et le retour sur scène de l’artiste. C’est la première fois dans l’histoire du festival que le public réclame la Mouette de Platine à un artiste. Elle devient Reine du Monstre lors de ce festival (prix attribué entre le public sur Facebook et la presse). Le 5 mai 2017 elle obtient une certification Vevo pour sa vidéo Tu falta de querer (es) passant les 100 millions de vues sur YouTube.   

### Amárrame, la consécration (2017-…)

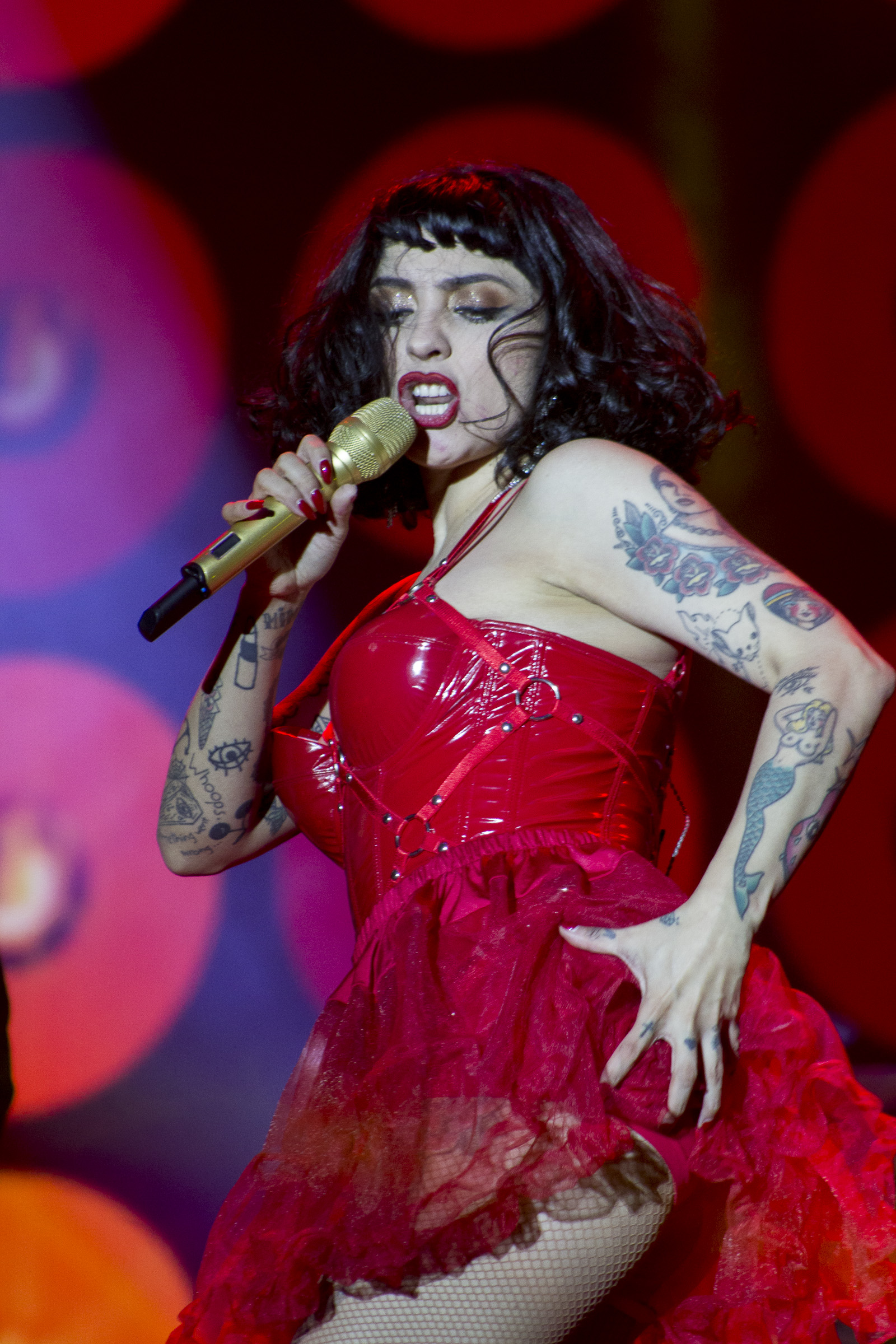
En concert en 2020.

À partir de mi-2016, la chanteuse chilienne commence à travailler sur son quatrième album studio La trenza, qui sort le 28 avril 2017 et qui comprend une valse péruvienne intitulée "Yo te qui". Suit de la tournée Amárrame Tour avec 95 dates, dont 48 au Mexique, 22 au Chili, 12 aux États-Unis, 3 en Equateur, 2 en Espagne, 2 en Colombie, 1 au Pérou, 1 en Argentine, 1 au Costa Rica, 1 au Guatemala, 1 Canada et 1 au Paraguay, entre avril 2017 et avril 2018. En avril et mai 2018, elle accompagne le chanteur colombien Juanes sur la tournée Amarte Tour pour 15 dates aux États-Unis et 1 date au Canada[source secondaire souhaitée]. Le 3 juin 2017, elle est nommée artiste mexicaine de l'année aux Prix MTV Millennial (es). 
Le 9 novembre 2018 sort l’album Norma alors qu'elle est en tournée en Europe pour 6 dates : Vigo, Madrid, Londres, Berlin, Paris et Barcelone.
En décembre 2022, elle obtient la nationalité mexicaine après quinze ans de résidence au Mexique.
En 2023, elle interprète une reprise bilingue (espagnol/anglais) de Survivor des Destiny's Child pour la bande originale du film d'animation Migration.

## Discographie

### Sous le nom de Monserrat Bustamante
- 2003 : La chica de Rojo (es)

### Avec le groupe Abaddon
- 2010 : Abaddon

### Avec le groupe Mystica Girls
- 2012 : MetalRose
- 2014 : Gates of Hell

### Sous le nom de Mon Laferte
- 2011 : Desechable (es)
- 2013 : Tornasol (es)
- 2015 : Mon Laferte, vol. 1
- 2017 : La trenza
- 2018 : Norma
- 2021 : Seis
- 2021 : 1940 Carmen
- 2023 : Autopoiética

## Distinctions

### Récompenses
- Copihue de Oro (es) 2007 : chanteuse préférée[8]
- Prix MTV Millennial (es) 2016 : « artiste ayant eu le plus de succès » et « vidéo de l'année » pour Tu falta de querer (es)

### Nominations
- Prix MTV Millennial (es) 2017 : artiste mexicaine de l'année
- Billboard Latin Music Awards 2019 : artiste féminine de l'année dans la catégorie des albums de musique latine[8]
- Grammy Awards 2022 : meilleur album de musique mexicaine régionale pour Seis[8]
- Latin Grammy Awards 2022 : chanson de l'année pour Algo es mejor[8]
- Prix Lo Nuestro 2022 : artiste solo pop de l'année[8]
- Grammy Awards 2023 : meilleur album de musique latine rock ou alternative pour 1940 Carmen[8]
- Latin Grammy Awards 2023 : meilleure chanson alternative pour Traguito[8]